# 大林交流道
大林交流道為臺灣國道一號的交流道，位於臺灣嘉義縣大林鎮，指標為250k，是嘉義縣北部的主要聯外交流道。除外下交流道後往溪口方向（縣道162西行）10公里可到達新港鄉。
|  | 250 大林 |  | 大林 溪口 |

## 鄰近公路
- 台1線
- 縣道162號
- 嘉98線

## 周邊景點與設施
- 統聯客運大林站
- 大林車站
- 大林糖廠
- 大林慈濟醫院

## 大林驛站
嘉義縣政府為納管原位於國道1號大林交流道旁的國道客運臨時站，並解決周圍公有土地受違章建築占用等問題，向中央政府爭取6100萬元興建「大林驛站」作為大林交流道旁的交通轉運中心，總樓地板面積約330坪，並配置售票空間、公廁、乘客停等空間，除提供國道客運停靠外，未來將朝兼具提供休憩及中繼空間規劃，包含運具的充電站、加氣、加水及便利商店等多功能場站，已於2022年初竣工啟用。
- 統聯客運
  - 1618　嘉義－臺北
  - 1638　東石－朴子－臺北
- 阿羅哈客運
  - 3888　嘉義－臺北（停駛）

## 外部連結
- 國道一號大林交流道示意圖 （页面存档备份，存于）（交通部高速公路局）